# Coscinia bivittata
Coscinia bivittata är en fjärilsart som beskrevs av South 1900. Coscinia bivittata ingår i släktet Coscinia och familjen björnspinnare. Inga underarter finns listade i Catalogue of Life.